# Marquaix
Marquaix (picardisch: Marqué) ist eine französische Gemeinde mit 189 Einwohnern (Stand 1. Januar 2022) im Département Somme in der Region Hauts-de-France im Norden von Frankreich. Die Gemeinde gehört zum Kanton Péronne.

## Geographie
Die Gemeinde liegt rund 2,5 km westlich von Roisel an der Départementsstraße D6 am Flüsschen Cologne. Zu ihr gehört der Ortsteil Hamelet. Durch Marquaix verlief der Abschnitt Péronne-Épehy der früheren Bahnstrecke von Saint-Just-en-Chaussée nach Douai mit einem Haltepunkt in Hamelet (Personenverkehr im April 1970 eingestellt).

## Geschichte
Die Gemeinde erhielt als Auszeichnung das Croix de guerre 1914–1918.

## Einwohner
| 1962 | 1968 | 1975 | 1982 | 1990 | 1999 | 2006 | 2010 |
| ---- | ---- | ---- | ---- | ---- | ---- | ---- | ---- |
| 246  | 200  | 213  | 198  | 216  | 210  | 221  | 219  |

## Verwaltung
Bürgermeister (maire) ist seit 2008 Bernard Happe.

## Sehenswürdigkeiten
- Kirche und Mairie